# Daniel Milohnić
Daniel Milohnić (alias Milo, geb. 15. Juni 1969 in Stuttgart) ist ein deutscher Bildhauer und Grafiker.

## Leben
Nach seiner Ausbildung zum Zeichner an der Freien Akademie Freiburg studierte Daniel Milohnić von 1992 bis 1997 an der Staatlichen Hochschule für Bildende Künste, Städelschule, in Frankfurt am Main. Dort absolvierte er 1996 den Abschluss als Meisterschüler bei Georg Herold. Er ist mit der Journalistin Christine Ganser (* 1977) verheiratet und hat zwei Kinder. Er lebt und arbeitet in Frankfurt am Main.

## Werk
In der Tradition der Situationisten und der Utopie einer kollektiven Kunst beschäftigt sich Daniel Milohnic in seinem Frühwerk mit der Thematisierung von öffentlichem Raum als Rahmenbedingung für soziale Interaktion. Von 1995 bis 2002 arbeitete er mit Dirk Paschke zusammen.
Seine internationalen Ausstellungen kuratierten u. a. Kasper König und Tom van Gestel. Sein bekanntestes Werk ist das „Hafenbad“. Unter dem Namen Werksschwimmbad gelangte das Werk 2001 zur Ausstellung „Arbeit, Essen, Angst“ im Rahmen des von Marius Babias und Florian Waldvogel kuratierten Projektes „Kokerei Zollverein, Zeitgenössische Kunst und Kritik“. 2002 wurde das Werk von der Stiftung Zollverein übernommen und ist in den Sommermonaten in Betrieb. Es gilt als Sinnbild für den Strukturwandel im Ruhrgebiet.

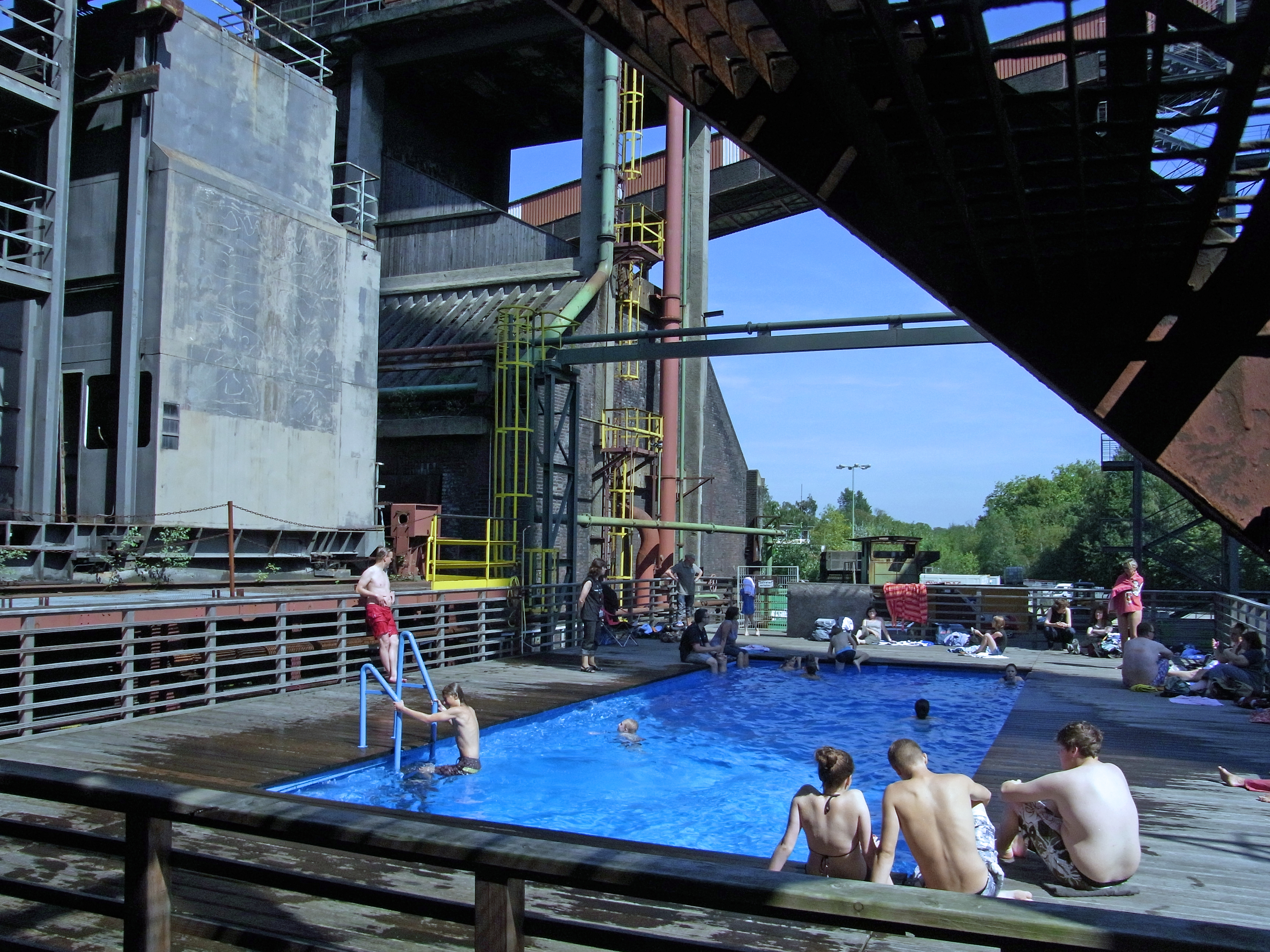
Das Werksschwimmbad auf dem Gelände der Kokerei Zollverein, Essen

Mit seinen Interventionen in Form von Spektakeln, sowie der Organisation von eklektizistischen Arbeitsbündnissen, nimmt Milohnic zu politischen, kunst- und musikästhetischen Fragen unserer Zeit Stellung. Viele seiner Kunstwerke bergen in sich die Möglichkeit, weiter gestaltet zu werden und können als Impulse für weiteres künstlerisches Arbeiten dienen. Dieser demokratische Arbeitsansatz zeigt sich oft in Koproduktionen mit zwei oder drei Personen und führte unter anderem zur Gründung der Künstlergruppe Phantombuero 1997.
Durch seine raumbezogenen Interventionen schafft Milohnic Situationen, die im Kontrast zur
umliegenden Architektur eine neue Nutzung des Ortes ermöglichen. Man könnte diesen leeren Räumen zuordnen, was Robert Smithson für amerikanische Vororte in Anspruch nimmt: [...] Jene Löcher sind gewissermaßen die monumentalen Leerräume, die Erinnerungsspuren aus dem Bauch heraus in eine verlorene Zukunftsvorstellung projizieren. Solche Zukünfte findet man in B-klassifizierten Utopiefilmen, die dann in der Vorortkultur imitiert werden. Diese Utopia(s), welche die Konsumindustrie in überzeugend einschläfernder Weise in den Zentren präsentiert, verlieren schnell ihren Glanz in der städtischen Peripherie. Auch in weiteren Arbeiten von Milohnic ist das Spiel mit Klischee und Wirklichkeit ein wiederkehrendes Element: manchmal nur zitiert, manchmal bewusst dekonstruiert.
Von 2001 bis 2011 arbeitete Milohnic zusammen dem Architekturbüro Resonatorcoop (Lex Rijkers und Nana Hirsch) an verschiedenen Ausstellungsformaten, welche die partizipativ künstlerischen Interventionen weiterentwickelten. Dazu gehört das Projekt LKW Gallery, welches 2008 im Rahmen der Outdoor Gallery of the City of Gdansk Competition als Gewinner realisiert wurde und noch heute als Galerie und Veranstaltungsort von den Anwohnern und dem Centre Contemporary Art „Laznia“ genutzt wird. Sowie das Projekt „De Parasol“, ein mobiles, faltbares Containermodul, welches zwischen 2003 und 2012 in die Trabantenstadt von Utrecht (Leidsche Rijn) als Treffpunkt und Kulturzentrum implementiert war
Seit 2004 arbeitet Daniel Milohnic neben seiner freischaffenden künstlerischen Tätigkeit auch als Grafiker für Bewegtbild beim Hessischen Rundfunk. Seine Werke bewegen sich frei zwischen analogen und digitalen Medien.

## Ausstellungen
- 1993 Galerie Gartner's, Informationen zur politischen Bildung, Frankfurt
- 1994 Leipziger Baumwollspinnerei, Meisterzimmer, Leipzig
- 1995 Hafenbar, Städelateliers Osthafen, Frankfurt
- 1995 Aprés-Ski, Freilager Osthafen, Frankfurt
- 1996 Hafenbad, Freilager Osthafen, Frankfurt
- 1997 Kunst und Ausstellungshalle Bonn, Projekt Crane, Bonn
- 1997 Bildhauersymposium, Gloria, 1st prize, Heidenheim
- 1998 Institut für Neue Medien, Multimedia Club, Frankfurt
- 1998 Kunstverein  1999 Phantombüro Junghofstrasse Frankfurt
- 1999 Frankfurt, Multimedia Club, Frankfurt
- 1999 Phantombüro Kaiserstrasse, Frankfurt
- 1999 Jerusalem Biennale, Sultans Pool, Jerusalem Israel
- 2000 MAK Museum für angewandte Kunst, Phantommobil, Frankfurt
- 2000 Museum Fridericianum Kassel, Aprilbau, Kassel
- 2000 ZKM Zentrum für Kunst und Medientechnologie, Circles, Karlsruhe
- 2001 Werkschwimmbad, Zeitgenössische Kunst und Kritik Zollverein, Essen
- 2001 Schirn Kunsthalle Frankfurter Kreuz, Tentakel Frankfurt
- 2001 Frankfurter Positionen, BHF-Stiftung, Geldtransporter, Frankfurt
- 2002 Mobile Architektur, Beyond, mobile unit, 1st prize, Amsterdam NL
- 2002 EAST International Award 2002, Leviathan, Norwich GB
- 2003 Parasite Paradise, temporary architecture, flexible urbanism Utrecht NL
- 2004 Westerpark Nieuwe Domainen, Gloria, Amsterdam NL
- 2004 9. Architektur Biennale Venedig, Dt.Pavillon Metamorphosen, Venedig I
- 2005 Palast der Republik, Berliner Schlossplatz, fun palace, Berlin
- 2006 Manifesta 6, Nikosia Zypern
- 2006 Victoria&Albert Museum, Deutschlandscape, London GB
- 2008 Outdoor Gallery of the city of Gdansk, 1st prize, LKW Gallery Danzig PL
- 2009 Second Biennial of the Canary Islands, Santa Cruz de Tenerife, E
- 2009 Kunstverein seit 1817, sleeping buddha, Hamburg
- 2010 Schirn Kunsthalle, Playing the City 2, Frankfurt
- 2011 Raumtransporter, Goldmine, Aschaffenburg
- 2011 Schute Vita, Hai, Hafen Offenbach
- 2013 Kunstverein Offenburg, Krisenstab, Offenburg
- 2015 Kunstansichten, Friedrichneunzehn, Offenbach

## Auszeichnungen
- 1996 Hessische Kulturstiftung (Reisestipendium)
- 1997 Sonderpreis Bildhauersymposium Heidenheim
- 1998 1822-Kunstpreis, Frankfurt am Main
- 1999 Hessische Kulturstiftung (Phantombüro)
- 2001 „Artist in residence“ Kokerei Zollverein Essen
- 2002 East International award, Norwich
- 2003 Amsterdam Fonds for de Kunst, public interference
- 2005 Outdoor Gallery of the city of Gdansk

## Publikationen
- 1997 Phantombüro Junghofstrasse, Katalog Heiermann Verlag Frankfurt/M., Aufl. 500 Stk.
- 1998 Hafenbad, Katalog, 64 Seiten, Farbe, Heiermann Verlag Frankfurt/M., Aufl. 500 Stk.
- 1999 Pressekonferenz, Katalog, 64 Seiten, Farbe, Heiermann Verlag Frankfurt/M., Aufl. 1000 Stk.
- 2000 Phantombüro, Kaiserstrasse, Katalog, Farbe, Heiermann Verlag Frankfurt/M., Aufl. 500 Stk.
- 2001 Frankfurter Position, Milohnic/Paschke, Portikus, Frankfurt D ISBN 3-928071-53-X